# Jaworniki

Położenie pasma

Jaworniki (513.411; słow. i cz. Javorníky) – pasmo górskie na granicy zachodniej Słowacji i wschodnich Moraw. Należą do fliszowego łańcucha Karpat Słowacko-Morawskich (Bielaw) w Zewnętrznych Karpatach Zachodnich. Granica Czech i Słowacji przebiega południową częścią głównego grzbietu pasma, południowa część należy wyłącznie do Słowacji.
Pasmo Jaworników ma około 55 km długości i od 12 do 23 km szerokości. Rozciąga się łagodnym łukiem z południowego zachodu, od okolic miasta Vsetín na Morawach, na północny wschód, do okolic miasta Czadca na Słowacji. Od północy Jaworniki graniczą bezpośrednio poprzez Przełęcz Makowską w dolinie Górnej Beczwy (cz. Makovský průsmyk), z Górami Hostyńsko-Wsetyńskimi, a dalej dolina górnej Kysucy oddziela je od pasma Turzovská vrchovina. Na wschodzie dolina dolnej Kysucy oddziela pasmo od Beskidu Kisuckiego i Gór Kisuckich. Na południu szeroka Dolina Środkowego Wagu odgranicza Jaworniki od Małej Fatry i Gór Strażowskich. Na południu, za doliną rzeki Biela voda z jej prawobrzeżnym dopływem Beňadín i Przełęczą Łyską (słow. Lyský priesmyk, cz. Lysský průsmyk), pasmo Jaworników przechodzi w Białe Karpaty, zaś na zachodzie, za doliną rzeki Senice, w Góry Wizowickie.
Jaworniki są zbudowane z fliszu karpackiego z udziałem piaskowców. Oś pasma tworzy pojedynczy, mało rozczłonkowany grzbiet, otoczony na północy i południu przez szerokie pasma przedgórzy. Na południu przełęcz Papajské sedlo (691 m) oddziela od głównego grzbietu jego przedłużenie na południowym krańcu całego pasma – masyw Makyty (923 m). Do najwyższych szczytów należą m.in. Wielki Jawornik (Velký Javorník, 1071 m), Hričovec (1062 m), Čemerka (1052 m), Stratenec (1065 m) i Malý Javorník (1019 m, najwyższy szczyt części morawskiej). Przeważająca część pasma należy do zlewni Wagu i jest odwadniana przez Kysucę i Wag, tylko północno-zachodnie stoki są odwadniane przez Beczwę, wpadającą do Morawy.
Jaworniki leżą na pograniczu wpływów klimatu klimatu oceanicznego i kontynentalnego. Klimat pasma jest umiarkowanie ciepły. W ciągu roku jest od 60 do 100 dni z pokrywą śnieżną.
W wyższych partiach gór przeważają lasy iglaste, głównie monokultury świerkowe z pewnym udziałem jodły. Oprócz nich występują lasy bukowe. W niższych partiach lasy zostały niemal w całości wycięte pod uprawy rolne, pozostały tylko niewielkie lasy olchowe. Świat zwierzęcy jest typowy dla gór średnich; występują m.in. niedźwiedzie brunatne i rysie. Słowacka część Jaworników należy do obszaru chronionego Chránená krajinná oblasť Kysuce (655 km², istnieje od 1984), a morawska – do CHKO Beskydy. Kilka rezerwatów (Razula, Hričovec, Velký Javorník) chroni pozostałości pierwotnych puszcz bukowych. Chronione są także niektóre spośród licznych źródeł wód mineralnych (źródło Vajcovka, źródło U Vojtov, wydzielające metan).
Tereny Jaworników są wykorzystywane turystycznie, rekreacyjnie i sportowo. Pasmo stwarza idealne warunki do uprawiania sportów zimowych – licznie występują tu długie, równie stoki o niewielkim nachyleniu. Wyciągi narciarskie znajdują się między innymi w ośrodkach Velká Rač, Portáš, Velký Javorník, Čerenka, Straník, Ochotnica. Ośrodek sportów wodnych mieści się nad sztucznym jeziorem Nosice na Wagu. Pasmo przecina wiele szlaków pieszych i kilka szlaków rowerowych. Tereny wspinaczkowe znajdują się w Skałach Czertowskich (Čertovy skály) koło wsi Lidečka nad potokiem Senica, na granicy z Górami Wizowickimi, oraz w Skałach Pulczyńskich (Pulčínské skály) koło wsi Pulčín (zob. NPR Pulčín – Hradisko). Niedaleko, na szczycie Hradisko (773 m n.p.m.), znajduje się skalne miasto Izby z jaskinią o długości 40 m.